# Tomáš Holý (fotbalista)
Tomáš Holý (* 10. prosince 1991 Rychnov nad Kněžnou) je český profesionální fotbalový brankář, který chytá za druholigový klub SK Artis Brno.S výškou 206 cm byl nejvyšším fotbalistou Synot ligy 2015/16.

## Klubová kariéra
Svoji fotbalovou kariéru začal v Spartaku Rychnov nad Kněžnou, odkud v průběhu mládeže zamířil do FC Hradec Králové.

### AC Sparta Praha
V roce 2010 přestoupil do Sparty Praha, kde hrál za rezervu. V létě 2012 se zapojil do přípravy A-týmu. Od sezóny 2013/14 působil na hostování v jiných klubech.

#### FC Graffin Vlašim (hostování)
V létě 2013 odešel hostovat do Graffinu Vlašim. V klubu působil půl roku. Během této doby odchytal celkem 9 střetnutí.

#### FK Viktoria Žižkov (hostování)
Před jarní částí ročníku 2013/14 odešel na hostování do Viktorie Žižkov. Za mužstvo, kde strávil jeden a půl roku, odchytal 41 zápasů.

#### FC Fastav Zlín (hostování)
Před sézonou 2015/16 odešel hostovat do týmu FC Fastav Zlín, tehdejšího nováčka 1. ligy. V Synot lize měl výtečný start, ve svých prvních třech zápasech udržel čisté konto (proti Bohemians 1905, Vysočině Jihlava a Baníku Ostrava) a vždy to znamenalo výhru v utkání. Ve svém čtvrtém prvoligovém zápase 21. 8. 2015 proti FK Mladá Boleslav inkasoval pět gólů, k prohře Zlína 2:5 přispěl jedním nevydařeným zákrokem, kdy si míč rukou srazil do brány. Ve druhé polovině ročníku se v bráně střídal se Stanislavem Dostálem. Na podzim 2016 byl brankářskou jedničkou jeho konkurent Dostál a Holý se na hřiště nedostával.

### Gillingham FC
V zimní přestávce sezóny 2016/17 ePojisteni.cz ligy zamířil na testy do anglického třetiligového týmu Gillingham FC, které dopadly úspěšně a hráč zde podepsal smlouvu na 2,5 roku. Angažmá v anglické kopané bylo jeho splněným snem. Kvůli němu se dohodl se Spartou Praha na rozvázání smlouvy půl roku před jejím koncem.

## Reprezentační kariéra
Tomáš Holý v minulosti reprezentoval Českou republiku v mládežnických kategoriích. Postupně hrál za výběry do 16, 17 a 18 let.